# زیبا باش اما خفه شو
زیبا باش و ساکت باش (فرانسوی: Sois belle et tais-toi‎) یک فیلم کمدی جنایی به کارگردانی مارک آلگره که در سال ۱۹۵۸ منتشر شد. از بازیگران آن می‌توان به میلن دمونژو، آنری ویدال، آلن دلون، ژان‌پل بلموندو، گابریل فونتان، روژه لوگری و روژه انن اشاره کرد.
در این فیلم آلن دلون و ژان پل بلموندو در نقش‌های اولیه به عنوان اعضای یک باند حضور دارند.

## داستان
قهرمان داستان با بازی میلن دمونژو، یک دختر یتیم نوجوان است که پس از فرار از بازداشتگاهش به یک باند سارقان پاریسی می‌پیوندد، اما پس از آن به‌طور تصادفی با یک بازرس پلیس جوان (با بازی آنری ویدال) آشنا می‌شود که عاشق او شده و با او ازدواج می‌کند. و زندگی شایسته‌ای را آغاز می‌کند.

## ساخت
فیلمبرداری از دسامبر ۱۹۵۷ تا فوریه ۱۹۵۸ انجام شد.

## بازخوردها
این فیلم ۱٫۹۰۴٫۳۸۰ مخاطب سینمایی در فرانسه ثبت کرد. این باعث شد چهل و چهارمین فیلم محبوب سال باشد.